# 彭闪闪
彭闪闪，文学硕士，毕业于中国艺术研究院研究生院，早期就读于北京师范大学艺术系影视制作专业。2013年移居澳大利亚墨尔本，任澳大利亚墨尔本皇家理工大学澳华文化研究学会非遗文化专家委员、澳大利亚维多利亚州华文作家协会会员、澳大利亚作家协会会员。
其代表作有长篇小说《转身》、《重来》、《过法》，以及《第一届全国民间音乐舞蹈会演的调查与研究》《首届“中国非物质文化遗产保护成果展”及专场表演观后》《广宗道教科仪在民间信仰中的传承》等学术论文。